# Dionysios Solomos

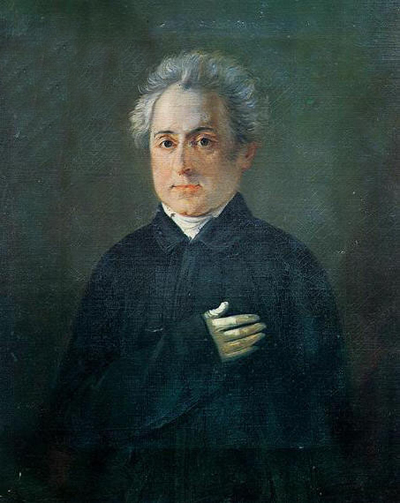
Dionysios Solomos

Dionysios Solomos (griechisch Διονύσιος Σολωμός; * 8. April 1798 auf Zakynthos; † 9. Februar 1857 auf Korfu) war ein griechischer Adliger und Dichter.

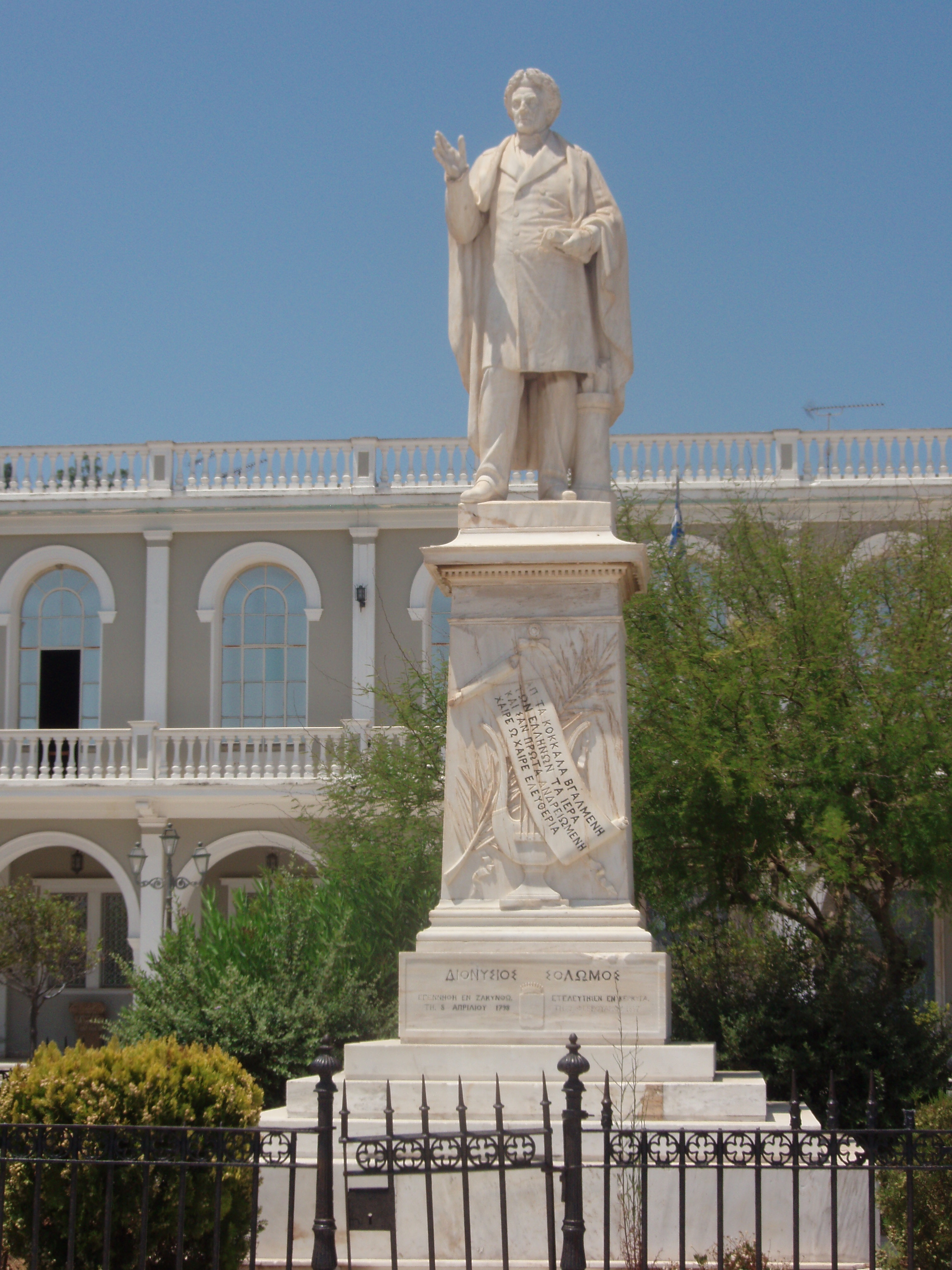
Statue des griechischen Schriftstellers Dionysios Solomos auf dem gleichnamigen Platz (Platia Dionysiou Solomou) in Zakynthos (Stadt)

## Leben
Der 1798 auf Zakynthos geborene Solomos lehnte sich in seiner Lyrik an die demotische (volkssprachliche) Tradition an und verlieh der volkstümlichen Überlieferung eine neue dichterische Dimension. Einem romantischen Volksbegriff anhängend, suchte er dadurch  künstlerische Anregung und Authentizität zu gewinnen. So ist belegt, dass er volkstümliche Redewendungen und Begriffe sammelte und die griechische Volkssprache (Dimotiki) untersuchte. In seinem Dialog über die Sprache (Διάλογος, 1824) ließ er den Dichter die Vorzüge der authentischen Volkssprache preisen; ihm stellte er als fiktiven Gesprächspartner die in grotesk-komischen Zügen gezeichnete Figur des Pedanten gegenüber, der unbedingt eine Reinsprache nach antikem Vorbild verfocht.
Dieses Interesse am Sprachlichen kann auch vor dem Hintergrund gesehen werden, dass Solomos sich viele Jahre zum Studium in Italien aufhielt, wo er mit Vertretern der Romantik in Verbindung stand; unter anderem lernte er persönlich Ugo Foscolo kennen; seine ersten dichterischen Versuche unternahm er auf Italienisch. Nach seiner Rückkehr nach Griechenland, wo er später auf Korfu lebte, begann er, in seiner Muttersprache zu dichten; seine ausdrucksstarke Lyrik verkörpert einen ersten Höhepunkt literarischen Schaffens in einer überregionalen Form der Volkssprache.

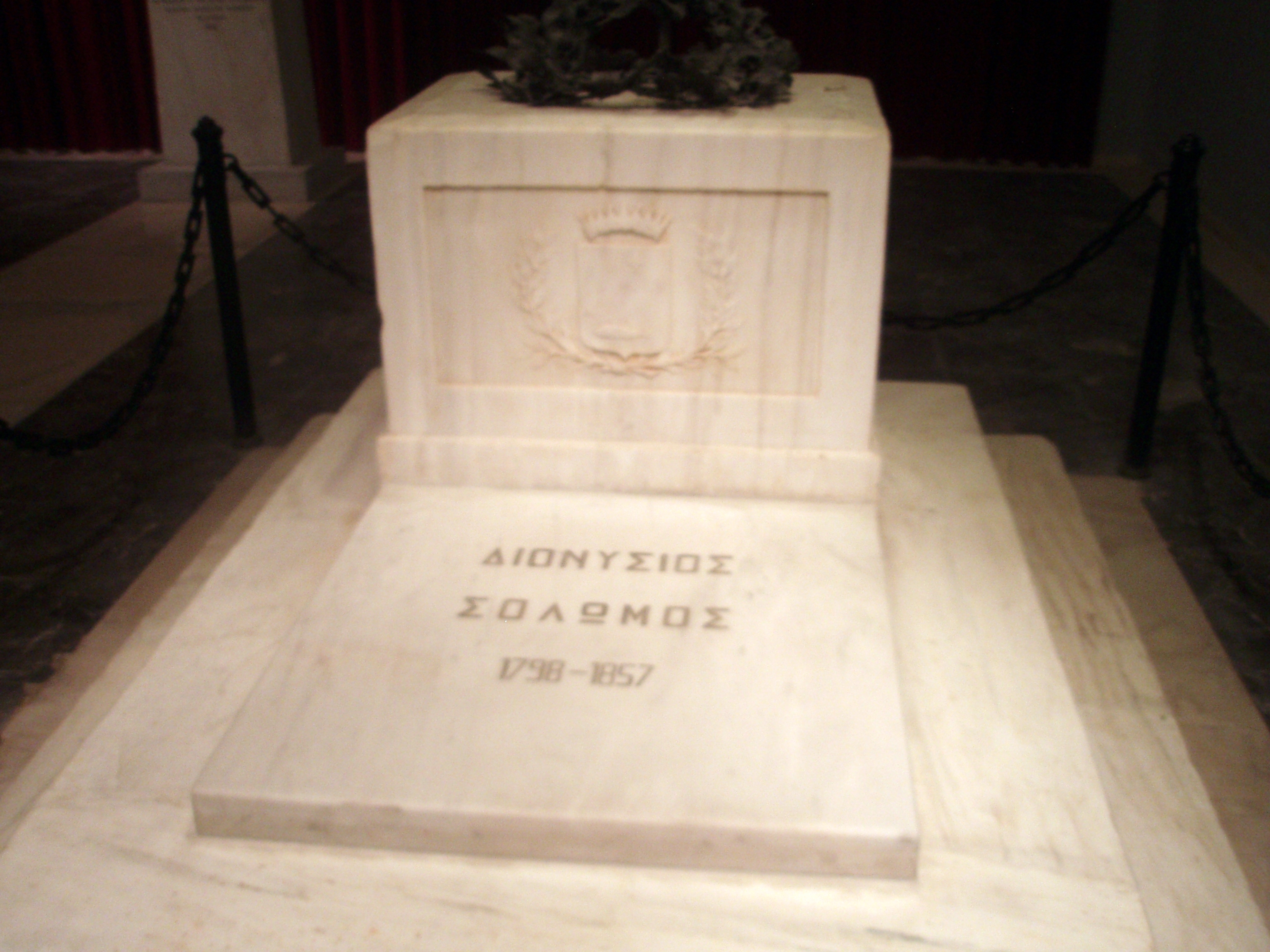
Grab des griechischen Schriftstellers Dionysios Solomos im Museum von Dionysios Solomos und anderen berühmten Zakynthern. Zakynthos (Stadt)

Stark geprägt ist Solomos’ Dichtung ebenfalls vom nationalen Freiheitskampf der Griechen. Sprache gewann für den Dichter auch als identitätsstiftender Faktor Bedeutung. Sein 1823 verfasstes Gedicht Imnos is tin Eleftherian (Hymne an die Freiheit) fand großen Anklang und machte ihn schlagartig bekannt. In der Vertonung von Nikolaos Mantzaros wurde es bei der Gründung des neugriechischen Staates zur Nationalhymne (der griechische Originaltext wurde durch den bayerischen Königshof anhand einer von Joseph Mindler angefertigten Auftragsübersetzung geprüft). Es folgten weitere größere Gedichte, die zum Teil unvollendet blieben, so die Ελεύθεροι Πολιορκημένοι (Die freien Belagerten), und Εις το θάνατο του Λορδ Μπάιρον (Auf den Tod von Lord Byron, 1824) sowie zwei Prosatexte.

## Ehrungen und Auszeichnungen
Zu Lebzeiten hielt sich der Ruhm des Dichters allerdings in Grenzen. Solomos war auf der in den 1990er Jahren bis Ende 2001 verwendeten 20-Drachmen-Münze (ca. 6 Eurocent) abgebildet.

## Werke
Werkausgaben
- Linos Politis (Hrsg.): Διονυσίου Σολωμού Άπαντα. Athen 1948–1960 („Dionysios Solomos, Das Gesamtwerk“)
- Hans-Christian Günther (Hrsg.): Dionysios Solomos, Werke. Steiner, Stuttgart 2000.

Übersetzungen der Hymne an die Freiheit
- Hans-Peter Drögemüller: Die Freiheit der Griechen und ihr Sänger: zum 200. Geburtstag des Dichters Dionysios Solomos (1798–1857). Romiosini, Köln 1999, ISBN 3-929889-32-3. (Buchanzeige).
- Hans-Bernhard Schlumm, Andreas Kertscher, Konstantinos Zervopoulos (Hrsg.): Joseph M. Mindler: Hymne an die Freiheit. Die erste vollständige deutsche Übersetzung der Hymne nach Dionysios Solomos zur Musik von Nikolaos Mantzaros, Paderborn (IFB Verlag Deutsche Sprache) 2010, ISBN 978-3-931263-88-1. Rezension von Diana Siebert online.